# Bistum Itapipoca
Das Bistum Itapipoca (lateinisch Dioecesis Itapipocana, portugiesisch Diocese de Itapipoca) ist eine in Brasilien gelegene römisch-katholische Diözese mit Sitz in Itapipoca im Bundesstaat Ceará.

## Geschichte
Das Bistum Itapipoca wurde am 13. März 1971 durch Papst Paul VI. mit der Apostolischen Konstitution Qui summopere aus Gebietsabtretungen des Erzbistums Fortaleza und des Bistums Sobral errichtet. Es wurde dem Erzbistum Fortaleza als Suffraganbistum unterstellt.

## Bischöfe von Itapipoca
- Paulo Eduardo Andrade Ponte, 1971–1984, dann Erzbischof von São Luís do Maranhão
- Benedito Francisco de Albuquerque, 1985–2005
- Antônio Roberto Cavuto OFMCap, 2005–2020
- Rosalvo Cordeiro de Lima, seit 2020